# Rajd Dolnośląski 2002
Rajd Dolnośląski 2002 – 16. edycja Zimowego Rajdu Dolnośląskiego. Był to rajd samochodowy rozgrywany od 22 do 23 lutego 2002 roku. Była to pierwsza runda Rajdowych Samochodowych Mistrzostw Polski w roku 2002. Rajd składał się z jedenastu odcinków specjalnych.

## Wyniki końcowe rajdu[1]
| Miejsce | Kierowca          | Pilot              | Samochód                 | Czas      | Strata   | Grupa Klasa |
| ------- | ----------------- | ------------------ | ------------------------ | --------- | -------- | ----------- |
| 1       | Janusz Kulig      | Jarosław Baran     | Seat Cordoba WRC Evo3    | 1:38:11.4 | -        | A8          |
| 2       | Leszek Kuzaj      | Maciej Wisławski   | Toyota Corolla WRC       | 1:38:20.4 | +9.0     | A8          |
| 3       | Tomasz Czopik     | Łukasz Wroński     | Mitsubishi Lancer Evo VI | 1:41:09.8 | +2:58.4  | N4          |
| 4       | Paweł Dytko       | Tomasz Dytko       | Mitsubishi Lancer Evo VI | 1:42:04.5 | +3:53.1  | N4          |
| 5       | Zbigniew Gabryś   | Maciej Baran       | Mitsubishi Lancer Evo VI | 1:43:27.8 | +5:16.4  | N4          |
| 6       | Sebastian Frycz   | Maciej Wodniak     | Mitsubishi Lancer Evo V  | 1:43:44.1 | +5:32.7  | A8          |
| 7       | Magdalena Cieślik | Magdalena Lukas    | Mitsubishi Lancer Evo VI | 1:44:05.4 | +5:54.0  | N4          |
| 8       | Piotr Adamus      | Magdalena Zacharko | Mitsubishi Lancer Evo IV | 1:47:26.3 | +9:14.9  | N4          |
| 9       | Jan Kościuszko    | Tomasz Borysławski | Mitsubishi Lancer Evo IV | 1:48:15.1 | +10:03.7 | A8          |
| 10      | Jarosław Pineles  | Bartosz Siodła     | Opel Corsa S1600         | 1:54:12.1 | +16:00.7 | A6          |